# 34279 Alicezhang
34279 Alicezhang è un asteroide della fascia principale. Scoperto nel 2000, presenta un'orbita caratterizzata da un semiasse maggiore pari a 2,7717483 au e da un'eccentricità di 0,1016120, inclinata di 3,39700° rispetto all'eclittica.